# Kamasutra (manga)
Kamasutra (カーマスートラ, Kāmasūtora) són originalment quatre mangues Tankobon fet per Go Nagai i Kunio Nagatani publicats per Tokuma Shoten en 1990-03-31, 1990-06-30, 1990-09-30 i 1990-11-30. Fou més tard adaptada en un OVA anomenat Kamasutra: The Ultimate Sex Adventure (究極のＳＥＸアドベンチャー カーマスートラ, Kyūkyoku no Sekkusu Adobenchā Kāmasūtora), conegut en els EUA com Kama Sutra i àmpliament considerat un anime hentai. L'OVA també va ser distribuït a Espanya.

## Història
Yukari Tsuji en un viatge per aprendre l'art del Kama Sūtra. Se troba l'ajuda d'un professor perquè puga aprendre a complaure la seua xicota, i també vol convertir-se en un gran guerrer. Ell aprèn d'una princesa que ha estat atrapada per un malvat home, i també s'exposa per a rescatar-la, i aprendre més d'ella.